# Moulinette

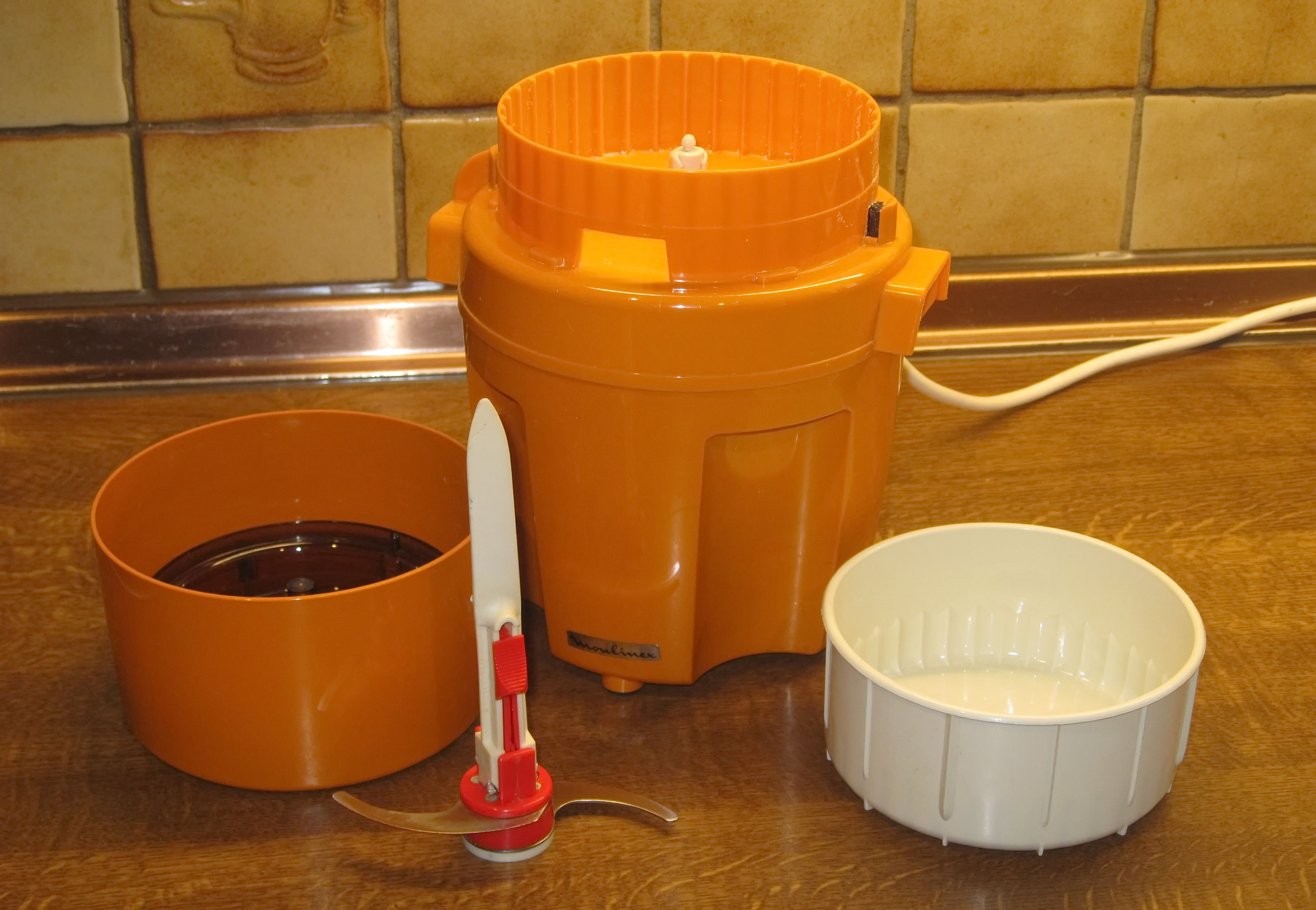
Moulinex Moulinette der 70er-Jahre (Type 32002)

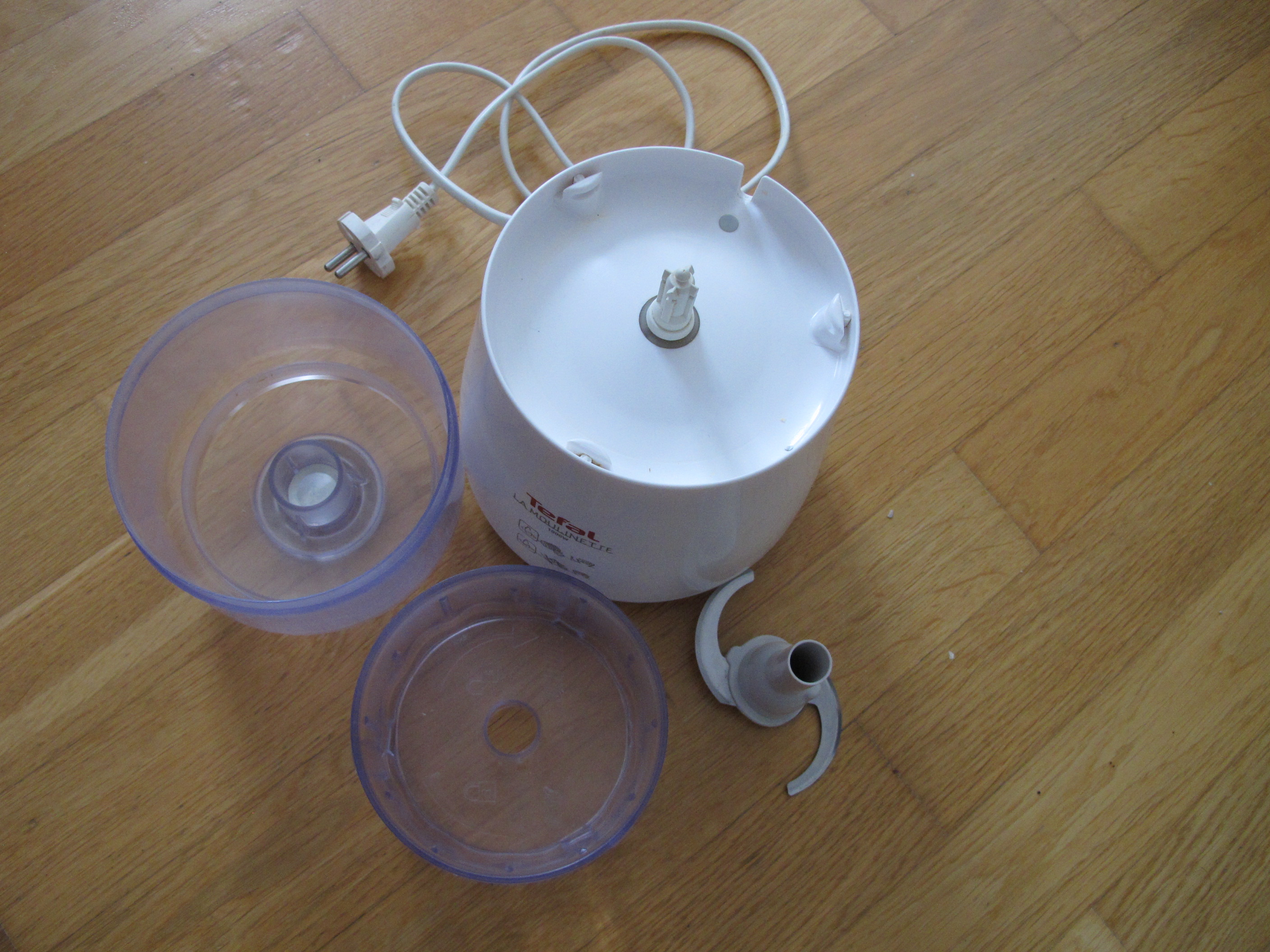
Eine Moulinette von Tefal mit Motorblock, Behälter, Messer und Deckel einzeln

Die Moulinette (la Moulinette, wörtlich kleine Mühle, von französisch le moulin: die Mühle) ist ein Universalzerkleinerer für die Küche, der von Moulinex 1960 speziell zum Zerkleinern von Lebensmitteln entwickelt wurde. Sie kann sowohl trockene, als auch feuchte Nahrungsmittel klein hacken. Ursprünglich handelte es sich um ein mittels einer Kurbel handbetriebenes Passiergerät oder Passiermühle aus Blech, welches das Material von oben aufnahm, und zerkleinert nach unten in einen Teller etc. abgab.
In der aktuellen Version handelt es sich um einen fest stehenden Motorblock mit aufgesetztem, abnehmbaren Behälter und Messer, mit einem Gehäuse aus Plastik. Typisch für die elektrische Moulinette ist, dass der Zerkleinerungsvorgang durch Druck auf den Deckel des Geräts in Gang gesetzt wird. Mittlerweile, seit der Übernahme sowohl von Moulinex als auch Tefal durch SEB, gibt es auch Modelle von Tefal.

## Funktionsweise
Die Antriebseinheit mit Motor versetzt ein Messer in einem geschlossenen Behälter in Rotation. Die Antriebseinheit wird über das Drücken auf den Deckel aktiviert. Eine Sicherheitsarretierung verhindert die Aktivierung des Geräts, solange der Behälter nicht sicher verschlossen und arretiert ist. Das Loslassen des Knopfes beendet die Rotation. Das Mahlgut wird durch das rotierende Messer sowohl kleingehackt, als auch durchmischt. Normalerweise wird durch ein dreimaliges Drücken ein optimales Ergebnis erzielt, man spricht auch vom 1-2-3-Prinzip.

## Verwendung
Die Moulinette kann zum Zerkleinern fast aller Nahrungsmittel eingesetzt werden. So wird sie zum Hacken von Einzelzutaten, wie Nüssen oder Kräutern, eingesetzt, aber auch für die Zubereitung von Pestos und von Relishes. Sie ist unter anderem auch zum Pürieren von Gemüse für die Zubereitung von Babynahrung geeignet. Mit dem als Zubehör erhältlichen „Schnitzelwerk“ können Zutaten wie Gemüse, Obst oder Nüsse geraspelt oder in Scheiben geschnitten werden.
Außerhalb der Küche wird die Moulinette zur Herstellung von Proben für wissenschaftliche Untersuchungen verwendet.

## Geschichte
Die Markteinführung der Moulinette erfolgte 1960. 2002 wurde die Produktion der Moulinette nach der Insolvenz von Moulinex eingestellt. 2011 wurde mit der Wiedereinführung von Moulinex als Marke die Produktion wieder aufgenommen.

## Auszeichnungen
- Testergebnis von Technikzuhause für die Moulinette Plus: gut – sehr gut.[10]
- Testergebnis von Testberichte.de für die Moulinette Plus: Sehr gut.[11]